# Wereldkampioenschap schaatsen allround mannen 1934
Het Wereldkampioenschap schaatsen allround 1934 werd op 17 en 18 februari in het Töölön Pallokenttä te Helsinki gehouden.
Titelverdediger was Hans Engnestangen, die in het Øen Stadion in Trondheim wereldkampioen was geworden. Bernt Evensen won zijn tweede titel.

## Eindklassement
| Rang   | Schaatser         | Land       | Punten  | 500m      | 5000m        | 1500m       | 10.000m      |
| ------ | ----------------- | ---------- | ------- | --------- | ------------ | ----------- | ------------ |
| Goud   | Bernt Evensen     | Noorwegen  | 220.418 | 50,1 (2)  | 10.13,4 (5)  | 2.30,1 (1)  | 19.38,9 (6)  |
| Zilver | Birger Wasenius   | Finland    | 222.145 | 50,8 (3)  | 10.03,0 (1)  | 2.39,0 (10) | 19.20,9 (3)  |
| Brons  | Ivar Ballangrud   | Noorwegen  | 224.560 | 53,7 (15) | 10.08,3 (2)  | 2.34,5 (3)  | 19.30,6 (4)  |
| 4      | Max Stiepl        | Oostenrijk | 225.582 | 54,5 (17) | 10.17,3 (9)  | 2.35,0 (4)  | 19.13,7 (2)  |
| 5      | Åke Ekman         | Finland    | 225.935 | 52,1 (10) | 10.12,3 (4)  | 2.41,1 (12) | 19.38,1 (5)  |
| 6      | Charles Mathiesen | Noorwegen  | 227.445 | 53,7 (15) | 10.26,2 (10) | 2.35,4 (5)  | 19.46,5 (7)  |
| 7      | Nils Bergholm     | Finland    | 227.752 | 51,8 (7)  | 10.16,0 (6)  | 2.43,7 (17) | 19.55,7 (8)  |
| 8      | Armand Carlsen    | Noorwegen  | 231.255 | 55,9 (20) | 10.26,8 (11) | 2.46,5 (20) | 19.03,5 (1)  |
| 9      | Kurt Skutnabb     | Finland    | 234.250 | 53,4 (13) | 10.38,3 (15) | 2.42,0 (14) | 21.00,4 (10) |
| 10     | R. Jürgenson      | Estland    | 240.162 | 55,7 (19) | 10.55,3 (19) | 2.53,3 (22) | 20.23,3 (9)  |
| NF4    | Aleksander Mitt   | Estland    | 171.827 | 51,8 (7)  | 10.35,6 (14) | 2.49,4 (21) | NF           |
| NF4    | Haakon Pedersen   | Noorwegen  | 164.797 | 49,9 (1)  | 10.43,3 (16) | 2.31,7 (2)  | NF           |
| NF4    | Georg Hennum      | Finland    | 170.137 | 53,4 (13) | 10.16,7 (7)  | 2.45,2 (18) | NF           |
| NC14   | Clas Thunberg     | Finland    | 166.003 | 50,9 (4)  | 10.30,7 (12) | 2.36,1 (6)  |              |
| NC15   | Hans Engnestangen | Noorwegen  | 166.880 | 53,1 (20) | 10.10,8 (3)  | 2.38,1 (8)  |              |
| NC16   | Harry Haraldsen   | Noorwegen  | 167.767 | 51,5 (6)  | 10.35,0 (13) | 2.38,3 (9)  |              |
| NC17   | Michael Staksrud  | Noorwegen  | 168.090 | 52,9 (11) | 10.16,9 (8)  | 2.40,5 (11) |              |
| NC18   | Antero Ojala      | Finland    | 171.503 | 51,8 (7)  | 10.51,7 (18) | 2.43,6 (16) |              |
| NC19   | Jaakko Friman     | Finland    | 175.980 | 51,1 (5)  | 11.43,8 (21) | 2.43,5 (15) |              |
| NC20   | Esko Leppänen     | Finland    | 176.297 | 54,9 (18) | 10.59,3 (20) | 2.46,4 (19) |              |
| NF1    | Kalle Paananen    | Finland    | 116.760 | NF        | 10.43,6 (17) | 2.37,2 (7)  |              |
| NS2    | Jānis Andriksons  | Letland    | 53.800  | NS        | NS           | 2.41,4 (13) |              |
| NS2    | Karl Wazulek      | Oostenrijk | 0.000   | NF        | NS           |             |              |

 * = met val
 NC = niet gekwalificeerd
 NF = niet gefinisht
 NS = niet gestart
 DQ = gediskwalificeerd